# Молочний Лиман (заказник)
Моло́чний Лима́н — гідрологічний заказник загальнодержавного значення. Розташований у Мелітопольскому районі Запорізької області, на південь від міста Мелітополя.
Площа природоохоронної території 19 000 га. Статус з 1974 р.
Охороняються лиман тієї ж назви (охоплює акваторію Молочного лиману) — місце нересту й нагулу промислових видів прісноводних та морських риб (щука, лящ, судак, короп, 4 види кефалі, атерина).
Ділянки, порослі очеретом, та дрібні острови є місцем гніздування водно-болотних птахів.
Заказник належить до переліку природно-заповідних територій, особливо важливих для збереження біорізноманіття Запорізької області.
24 вересня 2017 року у зв'язку з відсутністю водного сполучення між Молочним лиманом та Азовським морем стався масовий мор піленгаса в результаті чого, за приблизними підрахунками, загинуло понад 10 тисяч особин масою від 500 грам до трьох кілограмів.